# آب‌انبار کلهر
آب‌انبار کلهر مربوط به دوره قاجار است و در کاشان، میدان کمال الملک واقع شده و این اثر در تاریخ ۱۰ خرداد ۱۳۸۲ با شمارهٔ ثبت ۹۰۴۱ به‌عنوان یکی از آثار ملی ایران به ثبت رسیده است.